# 阿普爾頓鎮區 (明尼蘇達州斯威夫特縣)
阿普爾頓鎮區（英語：Appleton Township）是位於美國明尼蘇達州斯威夫特縣的一個行政鎮區。

## 歷史
阿普爾頓鎮區原名為費爾普斯鎮區（Phelps Township），於1870年設立，1872年改為現稱。

## 地方資料
阿普爾頓鎮區的面積為82.70平方千米，當中陸地面積為79.56平方千米，而水域面積為3.13平方千米。根據2020年美國人口普查的數據，當地共有人口193人，而人口密度為每平方千米2.33人。